# Купина (село)
Купина (укр. Купина) — село,
Иваницкий сельский совет,
Ичнянский район,
Черниговская область,
Украина.
Код КОАТУУ — 7421785205. Население по переписи 2001 года составляло 181 человек .

## Географическое положение
Село Купина находится на расстоянии в 1,5 км от села Пролески и посёлка Качановка.
По селу протекает пересыхающий ручей с запрудой.

## История
- 1930 год — дата основания.